# Mina (Arabia Saudita)
Mina es un lugar desértico situado a unos 5 kilómetros al este de la ciudad santa de La Meca en Arabia Saudita. Se encuentra en la carretera que une el centro de La Meca con el Monte Arafat.
Mina es más conocida por el papel que desempeña durante la anual peregrinación (Hajj), cuando proporciona alojamiento temporal a cientos de miles de peregrinos de visita en tiendas de campaña. En el valle de Mina está el Puente Jamarat, la ubicación donde se hace el ritual de la lapidación del diablo, realizado entre el amanecer y el atardecer, en el último día del Hajj.

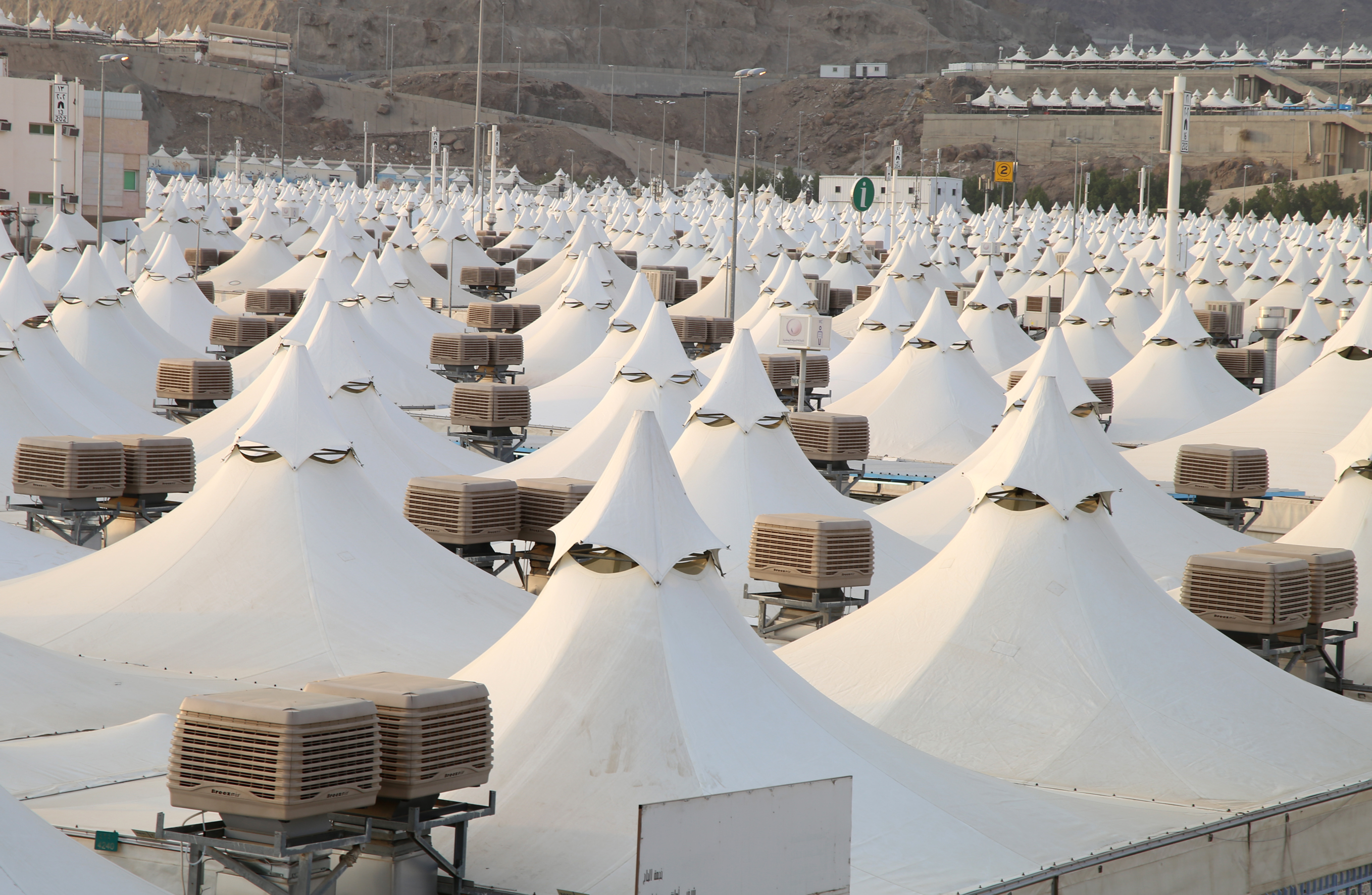
La imagen describe las tiendas de campaña en la ciudad de Mina (Arabia Saudita), a solo 2 kilómetros de La Meca. Las carpas tienen aire acondicionado con unidades de enfriamiento evaporativo fabricadas en Australia.